# Yamamoto Takuya
Yamamoto Takuya (sinh ngày 11 tháng 8 năm 1988) là một cầu thủ bóng đá người Nhật Bản.

## Sự nghiệp câu lạc bộ
Yamamoto Takuya đã từng chơi cho Fagiano Okayama và Fukushima United FC.